# ミニステリア・ヴィブランス
ミニステリア・ヴィブランス  (Ministeria vibrans）は、フィロゾアに属するフィラステレアの一種であり、（かつては基質に固着してぶら下がる為に存在していると考えられていた）鞭毛に似た茎形の糸状仮足を持ち、細菌を食作用しながら増殖する細菌食性アメーバである。後の分子的かつ実験に基づいた研究によって、茎形の糸状仮足が実際の鞭毛器官であることが実証された。

## 概要
アメーバ原生生物のミニステリア・ヴィブランスは、動物の起源を理解探求する上で重要な地位を占めている。ミニステリア・ヴィブランスは、襟鞭毛虫類と後生動物を構成しているコアノゾアの姉妹群に当たるフィラステレアに属している。これまで、ミニステリア属を構成する二つの種が報告されている。両種とも沿岸地域の海水の中のサンプルから発見されたもので、学名は「ミニステリア・ヴィブランス (M. vibrans) 」と「ミニステリア・マリソラ (M. marisola) 」である。しかしながら、今のところ培養に成功しているのは「ミニステリア・ヴィブランス」のみとなっている。
ミニステリア属の生活環については、未だ不明である。
ミニステリア属の微絨毛は、フィラステレアと襟鞭毛虫類が共通の祖先を持っていたことを示唆している。ミニステリア属の基底小体の構造は、襟鞭毛虫類の基底小体の構造と本質的に異なり、むしろ早期に分岐して進化したはずの海綿動物の襟細胞の構造と類似している。それ故、ミニステリア属の基底小体と微絨毛は、フィラステレア、後生動物、襟鞭毛虫類とホロゾアを構成している3つのグループの共通の祖先の特徴を例証している。